# Scor
Die SCOR SE ist ein börsennotiertes französisches Unternehmen mit Sitz in der Avenue Kléber in Paris.
Das Unternehmen ist in der Rückversicherungsbranche tätig. Mit weltweit 35 Niederlassungen und mehr als 3.000 Mitarbeitern gehört die SCOR zu den TOP 5 der Branche (Stand: Mai 2023). Der Deutschlandsitz befindet sich in Köln.
Das Unternehmen wurde 1970 auf Initiative der französischen Regierung gegründet und ist seit Ende der 1990er Jahre, unter anderem durch Akquisitionen von Wettbewerbern, zu einer echten Branchengröße aufgestiegen. Unter anderem sind die Rückversicherer Revios, Converium, Transamerica Re sowie Generali US Re in der SCOR SE aufgegangen.
2023 belief sich das Nettoergebnis auf −301 Mio. Euro, bei Prämieneinnahmen von mehr als 19 Mrd. Euro. Die Prämien verteilen sich zu 50,7 % auf die Sparte Property & Casualty sowie zu 49,3 % auf die Sparte Life & Health. Das Anlagevermögen des Konzerns liegt bei über 55 Mrd. Euro.
Zu den größten Wettbewerbern des Unternehmens gehören heute die Reinsurance Group of America, Münchener Rück und die Swiss Re.

## Aktionärsstruktur
Mit Stand vom 31. Dezember 2024 waren folgende Hauptaktionäre publiziert:
| Aktionär           | Anzahl Aktien | Anteile in % | Stimmrechte in % |
| ------------------ | ------------- | ------------ | ---------------- |
| BNP Paribas Cardif | 9,023,568     | 5,02 %       | 5,03 %           |
| Norges Bank        | 8,971,126     | 5,00 %       | 5,00 %           |
| ACM Vie S.A.       | 9,363,508     | 5,21 %       | 5,22 %           |
| Treasury Shares    | 204,285       | 0,11 %       | 0,00 %           |
| Mitarbeiter        | 5,892,050     | 3,28 %       | 3,28 %           |
| Vorstand           | 23,830        | 0,01 %       | 0,01 %           |
| Streubesitz        | 146,099,033   | 81,36 %      | 81,45 %          |
| Gesamt             | 179,577,400   | 100,00 %     | 100,00 %         |